# Schürze

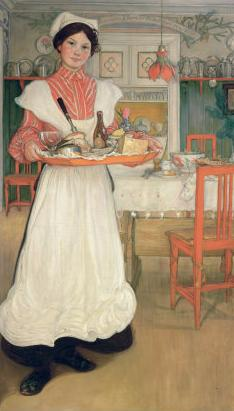
Frau mit dekorativer Schürze zu Beginn des 20. Jahrhunderts in Schweden; Carl Larsson: Martina med frukostbrickan (Martina mit Frühstückstablett), Aquarell 1904

Eine Schürze, auch Vorbinder, Vorstecker oder Fürtuch genannt, ist ein Kleidungsstück, das vor den Bauch und manchmal auch die Brust gebunden wird, um die Kleidung vor Schmutz zu schützen. Je nach Verwendungszweck bestehen Schürzen aus unterschiedlichen Materialien, beispielsweise aus verschiedenen Stoffarten, Gummi, Blei (beim Röntgen) oder Leder. Der Duden bezeichnet Schürze als ein „über der Kleidung getragenes vor allem die Vorderseite des Körpers [teilweise] bedeckendes, mit angenähten Bändern um Taille und Hals gehaltenes Kleidungsstück, das besonders zum Schutz der Kleidung bei bestimmten Arbeiten dient“.

## Geschichte
Seit dem ausgehenden 15. Jahrhundert werden Schürzen in der Mode auch als dekoratives Element der Frauenkleidung eingesetzt (Zierschürze, Tändelschürze). Die Schürze gehörte vom Mittelalter bis ins 19. Jahrhundert hinein zur Alltagskleidung einer Bürgerin der Mittel- und Unterschicht.
Landfrauen besaßen in der Regel eine große Zahl von Schürzen, die sie je nach Tätigkeit und sozialer Situation wechselten. Der Wechsel der Schürze symbolisierte einen rituellen Übergang von einer Tätigkeit und Sozialposition in eine andere.
Die Schürze ging in die Volkstrachten fast aller Regionen Europas ein. Als Bestandteil von Trachten handelt es sich in der Regel um Halbschürzen, die aufwendig bestickt oder anderweitig verziert sein können. Als modisches Element findet man Schürzen aus Baumwolle oder Seide heute noch beim Dirndl. In der zweiten Hälfte des 15. Jahrhunderts kam im bairischen Sprachraum der Begriff Fürtuch („Vortuch“) auf. Meist bezeichnet dieser eine (Arbeits-)Schürze ohne Brustteil für Mann und Frau. Am häufigsten wird der Begriff noch für Trachtenschürzen verwendet.
Die Schleife, mit der die Trachtenschürze gebunden ist, symbolisiert in einigen Regionen den ehelichen Status der Trägerin: Bindet sich z. B. die Trägerin ihre Schleife auf der rechten Seite, so signalisiert sie, dass sie vergeben ist. Eine Schleife auf der linken Seite bedeutet, dass die Trägerin noch zu haben ist. Für diese Aussage, die alljährlich anlässlich des Oktoberfests von den Medien verbreitet wird, gibt es jedoch keine verlässliche historische Quelle.

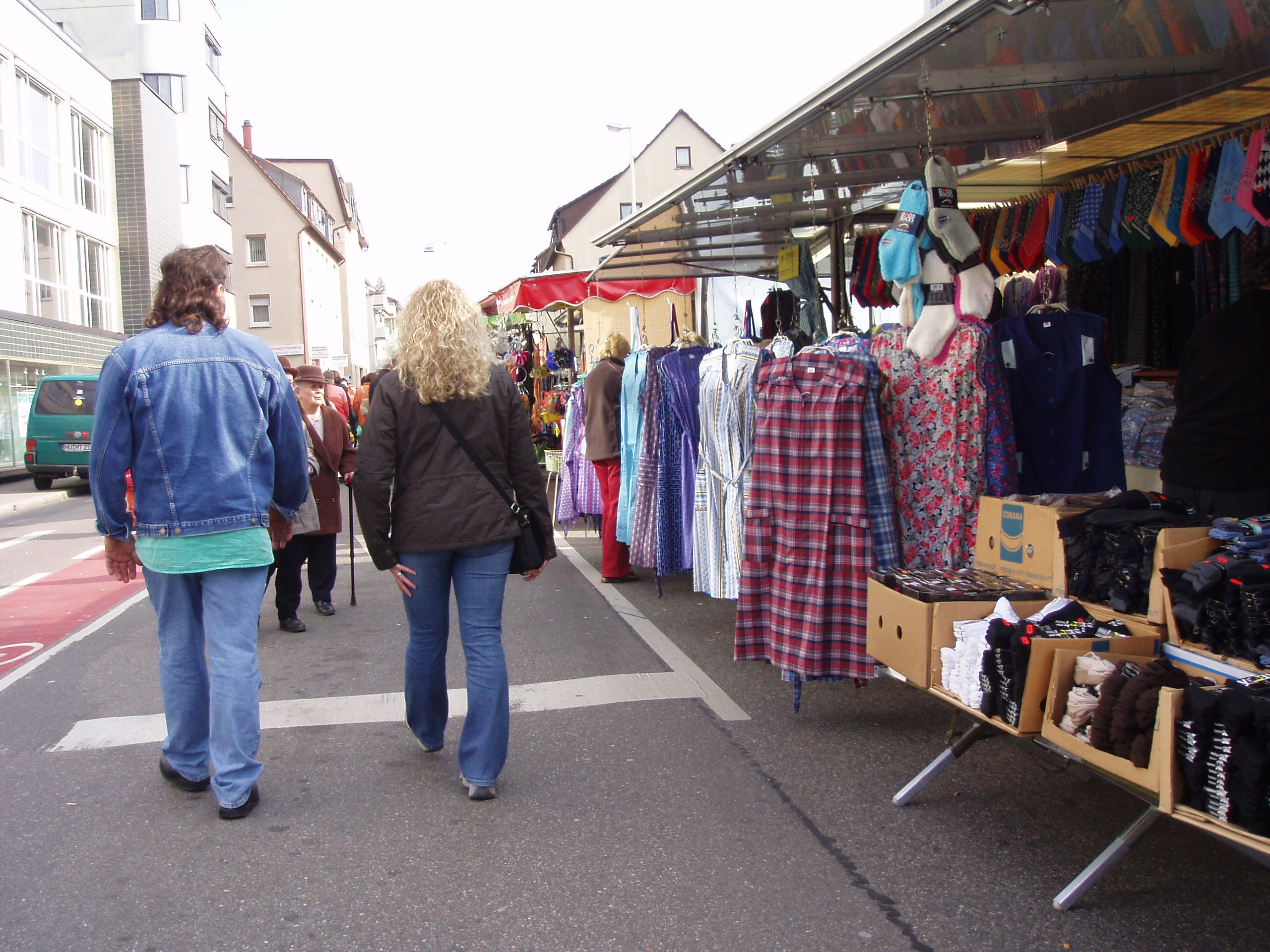
Kittelschürzenverkauf; Heilbronn 2008

Eine jüngere Entwicklung ist die Kittelschürze. Während „Kittel“ ganz allgemein ein lose hängendes Kleidungsstück bezeichnet, ist es im Speziellen eine Berufskleidung. Teilweise – insbesondere mit langen Ärmeln und bei „gehobenen“ Tätigkeiten wie Arzt oder Apotheker – wird die Kittelschürze auch als Berufsmantel bezeichnet. In den 1960er und 1970er Jahren war als Material Nylon verbreitet, da es pflege- und bügelleicht war. Inzwischen sind fast nur noch Baumwollgewebe auf dem Markt. In der DDR fertigte man Kittelschürzen aus Dederon. In ihrer ärmellosen Variation wird die Kittelschürze auch zur Hausarbeit getragen.
Eine Bistroschürze kann von Männern und Frauen getragen werden, ist annähernd knöchellang und umschließt den Körperumfang fast vollständig.
Die Schürze gehört heute noch zur Berufskleidung von Köchen, Bäckern, Kellnern, Metzgern, Schmieden und dem Reinigungspersonal.

## Verwendung in der Arbeitswelt

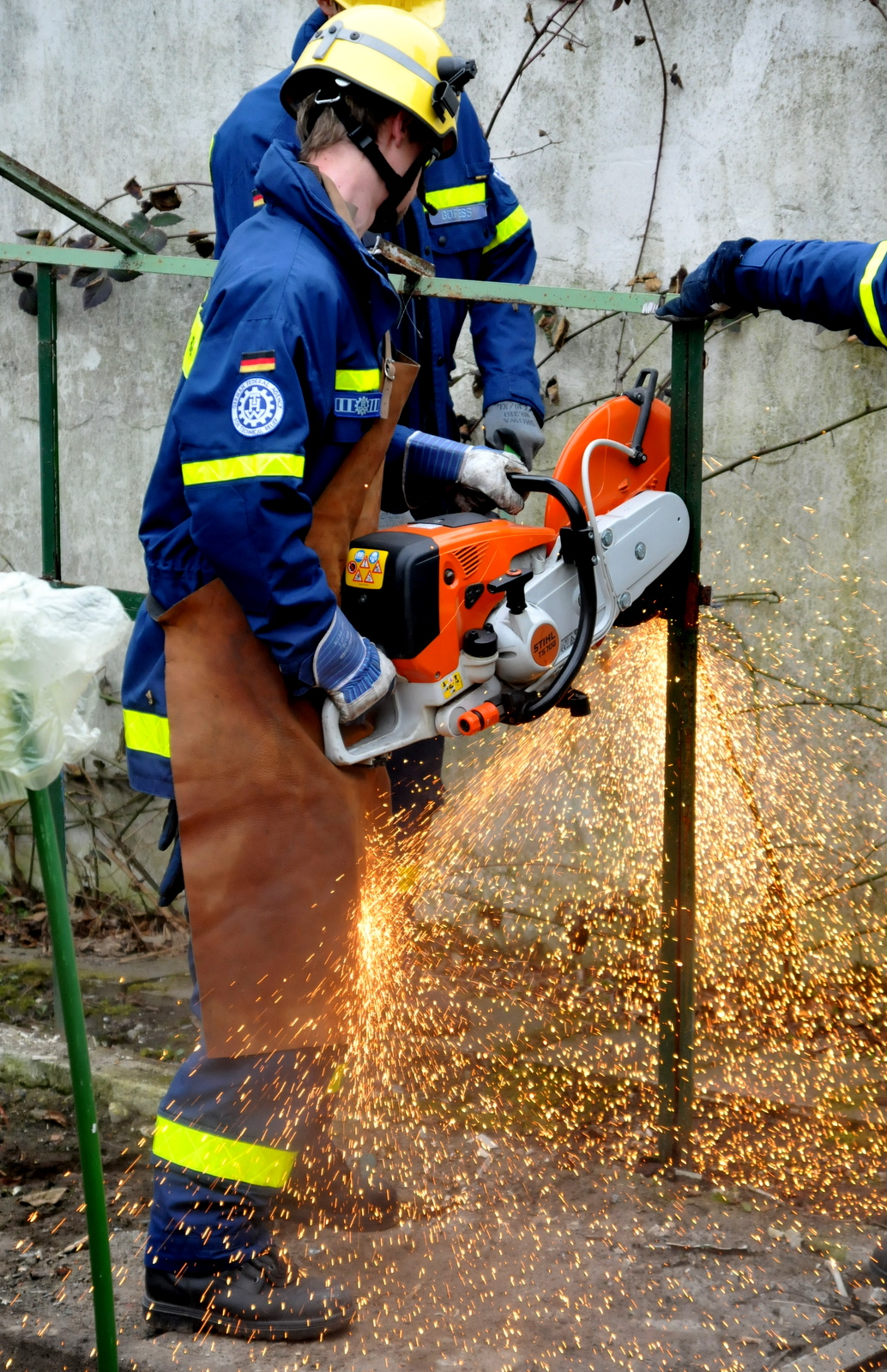
Lederschürze beim Trennschleifen

### Schutz an Geräten und Maschinen
Eine Schürze ist auch ein technisches Bauteil, z. B. beim Karosseriebau. Im Bauhandwerk werden flächige, herunterhängende Bauteile wie senkrechte Versprünge an Unterdecken oder von der Decke hängende Wandteile als Schürze bezeichnet.

### Schutzkleidung
Als Arbeitsschutz z. B. beim Schweißen oder Trennschleifen werden meist Lederschürzen oder -schutz eingesetzt.
Zum Strahlenschutz werden im medizinischen Bereich Schürzen mit Einlagen aus Blei benutzt. Diese dienen einerseits bei Patienten dem Schutz der Keimdrüsen (d. h. Eierstöcke oder Hoden) bei radiologischen Untersuchungen oder Behandlungen. Andererseits werden sie von medizinischem Personal zum Eigenschutz bei Untersuchungen und Behandlungen getragen, wenn dieses dabei ebenfalls direkt ionisierender Strahlung ausgesetzt ist (z. B. Herzkatheteruntersuchung), in der Regel ist dies auch durch gesetzliche Regelungen zum Arbeitsschutz zwingend vorgeschrieben.
In Bereichen, in denen mit Kontamination mit flüssigen Materialien zu rechnen ist, werden häufig Schürzen aus Gummi oder Kunststoffen getragen, z. B. im Bereich der Molkerei und Metzgerei.
Im Bereich des Krankenhauses werden auch Schürzen getragen. Man trägt sie beispielsweise beim Duschen eines Patienten oder als Teil der Infektionsschutzkleidung.